# Angela Rakar
Angela Rakar, slovenska gledališka in filmska igralka, * 15. maj 1887, Ljubljana, † 14. november 1966, Ljubljana.
Začela je kot zboristka in epizodna igralka, po zaključku šole dramske igre Hinka Nučiča je nastopala v ansamblu Ljubljanske Drame, po drugi svetovni vojni pa v tržaškem ansamblu. V filmi Na svoji zemlji iz leta 1948 je odigrala vlogo Dragarice.

## Filmografija
- Na svoji zemlji (1948, celovečerni igrani film)